# Le Pin, Loire-Atlantique

Le Pin este o comună în departamentul Loire-Atlantique, Franța. În 2009 avea o populație de 700 de locuitori.